# Javne (Stadt)
Javne (hebräisch יַבְנֶה Javneh, arabisch يبنة, DMG Yibna, lateinisch Iamnia) ist eine Stadt in Israel, knapp 30 Kilometer südlich von Tel Aviv-Jaffa.

## Geschichte

### Antike
Der Tell des antiken Javne befindet sich im südöstlichen Teil der modernen israelischen Stadt. Die historischen Wurzeln liegen in kanaanäischer Zeit (etwa 3000 v. Chr.). Bei Ausgrabungen auf einem Hügel ungefähr 300 m nördlich der antiken Stadt wurden etwa 2000 Kultgefäße aus dem 9. und 8. Jahrhundert v. Chr. gefunden, die von einem Tempel in der unmittelbaren Umgebung herrühren dürften. Noch nie hat man aus der Eisenzeit auch nur annähernd eine solch große Menge an Kultgeräten entdeckt. Bisher veröffentlicht sind allerdings erst Teile der insgesamt etwa 125 Hausmodelle, die in der Grube gefunden wurden.
Nach alttestamentlicher Erzählung (2Chr 26,6) war Javne eine Philisterstadt, die um die Mitte des 8. Jahrhunderts v. Chr. von Asarja erobert und in das Reich Juda eingegliedert wurde. In hellenistischer Zeit lautete die gräzisierte Namensform des Ortes Jamnia.
Nach der Eroberung Jerusalems und der Zerstörung des Tempels im Jahre 70 n. Chr. trat der Sanhedrin (der „Hohe Rat“) um das Jahr 72 n. Chr. in Javne zusammen (sogenannter Sanhedrin von Jamnia). Dies gibt Javne eine außergewöhnliche Stellung in der Geschichte Israels. Zeitgleich entstand eine jüdische Gelehrtenschule unter der Führung von Jochanan ben Sakkai. Eine ausführliche literarische Würdigung dieser Schule und ihrer Wirkung findet sich bei Lion Feuchtwanger in der Josephus-Trilogie.
Nach dem Bar-Kochba-Aufstand im Jahr 135 n. Chr. wurde die Schule aufgelöst, der Sanhedrin zog zunächst von Javne nach Usha nahe der Bucht von Haifa, später nach Tiberias. Aufgrund der zentralen Bedeutung Javnes für das sich bildende rabbinische Judentum spricht man für diese Zeit (etwa 70 n. bis 130 n.) auch von „der Javne-Periode“.
Javne Jam (31° 55′ 50,2″ N, 34° 41′ 55,8″ O), etwa sechs Kilometer nordwestlich am Mittelmeer beim Kibbuz Palmachim gelegen, war der Hafen der antiken Siedlung. Es ist heute eine Ausgrabungsstätte.

### Mittelalter
Die Kreuzfahrer nannten den Ort Ibelin. Sie errichteten eine Burg in Ibelin und 1134 wurde der Ort das Zentrum einer eigenständigen Herrschaft im Königreich Jerusalem. Die hier ansässige Adelsfamilie Ibelin stellte zahlreiche einflussreiche Barone des Königreichs. Saladin eroberte die Burg 1187 und ließ sie spätestens 1191 schleifen; der Ort verlor danach an Bedeutung. Aus der Kreuzfahrerzeit blieb eine Kirche erhalten.

### Neuzeit
An der 1916–1918 erbauten Sinai-Bahn eröffnete 1920 der heutige Bahnhof Javneh Mizrach (d. h. Ost). Die heutige Stadt wurde 1949, im Jahr nach der israelischen Staatsgründung, auf den Ruinen des verlassenen arabischen Ortes Yibna für jüdische Einwanderer gebaut. Sie hatte den Status einer Entwicklungsstadt. Von 1974 bis 1987 amtierte der spätere israelische Innenminister Meir Shitrit als Bürgermeister von Javne.
Am 1. März 1998 wurde eine Städtepartnerschaftsurkunde mit Speyer unterzeichnet. Dies ist die einhundertste Partnerschaft zwischen einer deutschen und einer israelischen Stadt.
Im Jahre 2001 bekam Javne den Status einer Stadtverwaltung. Im Jahre 2012 eröffnete am westlichen Stadtrand der Bahnhof Javneh Maʿarav (d. h. West) an der Strecke Tel Aviv–Pleschet. Heute hat Javne 46.705 Einwohner (Stand 2018) und ist Sitz des israelischen Instituts für Kernforschung und des Elektrounternehmens Orbotech.

## Einwohner
Das israelische Zentralbüro für Statistik gibt bei den Volkszählungen vom 22. Mai 1961, 19. Mai 1972, 4. Juni 1983, 4. November 1995 und vom 28. Dezember 2008 für Javne folgende Einwohnerzahlen an:
| Jahr der Volkszählung | 1961  | 1972   | 1983   | 1995   | 2008   | 2015   | 2016   |
| Anzahl der Einwohner  | 5.374 | 10.100 | 13.913 | 27.445 | 32.416 | 42.314 | 44.050 |

## Söhne und Töchter der Stadt
- Maor Melikson (* 1984), Fußballspieler

## Partnerstädte
- Speyer (Deutschland, Rheinland-Pfalz), seit 1. März 1998
- Le Raincy, Département Seine-Saint-Denis, Frankreich

## WeitereJavne-Ortsnamen
Südlich von Jave liegen einige Orte, deren Namen auch von dieser biblischen Stadt abgeleitet wurden:
die Gemeindeverwaltung Gan Javne, der Regionalverband Chevel Javne, zu dem auch der Kibbuz Kvutzat Javne und direkt neben dem Kibbuz die Jeschiwa Kerem Javne gehören.